# Battaglia di Behobeho
La battaglia di Behobeho fu combattuta durante la campagna dell'Africa orientale della prima guerra mondiale e si svolse tra il 3 ed il 4 gennaio 1917.

## Storia
Dopo la cattura di Dar es Salaam, capitale dell'Africa Orientale Tedesca, nel settembre del 1916, il comandante delle forze alleate generale Jan Smuts ordinò un arresto dell'offensiva a causa dello scoppio di un'epidemia di malaria nei ranghi della propria armata. Ai primi di gennaio del 1917 una colonna del 25th Frontiersmen Battalion, comandata dal famoso cacciatore ed esploratore britannico Frederick Selous, risalì il corso del fiume Rufiji verso le regioni interne della colonia, a caccia delle truppe tedesche del generale Paul Emil von Lettow-Vorbeck; il 3 gennaio esploratori britannici rilevarono la posizione di una colonna di truppe tedesche nelle vicinanze del villaggio di Behobeho ma, notevolmente rallentato dai portatori che trasportavano le mitragliatrici, munizioni di riserva, acqua e razioni, il capitano Selous dovette fermare la sua colonna per la notte a pochi chilometri dalla destinazione.
Il mattino seguente, mentre i britannici riprendevano la marcia, la colonna cadde in un'imboscata tesale dalle truppe coloniali tedesche (Schutztruppe): nel breve e violento scontro cinque britannici furono uccisi e altri 13 feriti prima che l'azione terminasse. Tra i caduti vi fu lo stesso capitano Selous, colpito alla testa da un tiratore scelto tedesco; il generale Lettow-Vorbeck, vista la fama del capitano Selous, inviò una lettera di condoglianze ai britannici.